# هال هیکل
هال هیکل (انگلیسی: Hal Hickel؛ زادهٔ ۱ ژانویهٔ ۲۰۰۰) پویانما اهل ایالات متحده آمریکا است.
وی همچنین برندهٔ جوایزی همچون جایزه اسکار بهترین جلوه‌های تصویری شده‌است.